# 海宁市高级中学
海宁市高级中学，又稱华东师范大学附属海宁市高级中学，簡稱海高，位于中華人民共和國浙江省海宁市，是浙江省一级重点中学、首批一级普通高中特色示范学校。

## 现任领导
- 校长：沈忠[1]
- 书记：顾贯石[1]
- 副校长：许佳琦[1]、赵琴[1]、朱能[1]、沈勤龙[1]

## 历史
海宁市高级中学的前身是海宁一中高中部。因教学资源优化配置的需要，1993年，以原海宁一中高中部为基础，易地兴建新校舍，组成新学校，即海宁市高级中学。
2012年6月正式更名为华东师范大学海宁实验高级中学，简称“华师海宁”。

## 校歌
1993年海高语文教师章景曙为海高校歌作词， 取名《猛进如潮》，这也是海高一直以来的校训。作曲者是章景曙的学生，时任天津音乐学院作曲系主任的姚盛昌。

《猛进如潮》

作词：章景曙

作曲：姚盛昌

千年文昌，万里风涛

壮我学子，猛进如潮

放眼世界，我心奋发

念中华，我血激荡

齐争先，德智体美劳

风华意气豪

趁此少年程，青春岂浪抛

时光莫蹉跎，努力在今朝

看我海高，猛进如潮

## 知名校友
- 顾正澄：物理学家[6][7]
- 宓思威：海寧市公安局巡特警大队民警、嘉兴市公安局中级教官、嘉兴警校武力使用工作室枪械使用教研组副组长[8]